# Iuleanivka, Cervonoarmiisk
Iuleanivka (în ucraineană Юлянівка) este un sat în comuna Ialînivka din raionul Cervonoarmiisk, regiunea Jîtomîr, Ucraina.

## Demografie
Componența lingvistică a localității Iuleanivka
     Ucraineană (99,57%)
     Alte limbi (0,43%)
Conform recensământului din 2001, majoritatea populației localității Iuleanivka era vorbitoare de ucraineană (99,57%), existând în minoritate și vorbitori de alte limbi.